# Baardzwijn
Het baardzwijn (Sus barbatus) is een varkenssoort die op Sumatra, Borneo en in Maleisië voorkomt. Het baardzwijn is verwant aan Sus ahoenobarbus, die voorheen als een ondersoort van het baardzwijn werd beschouwd.

## Uiterlijk
Ze hebben hun naam te danken aan hun lange bakkebaarden. Een van de ondersoorten heeft ook op de rug van de neus deze lange haren. Ze hebben ook een zijdelings afgeplat lichaam en een tweepuntige kwast aan de uiteinde van de staart.

## Afmetingen
Ze zijn 100 tot 165 cm lang en 70 tot 85 cm hoog en hebben een staart van 20 tot 30 cm lang. Ze wegen ongeveer 150 kg.

## Voortplanting
De draagtijd is 4 maanden waarna er 2 tot 8 jongen worden geboren. Voordat het vrouwtje haar jongen werpt gaat ze uit haar groep en bouwt een nest van ongeveer 2 meter in diameter en 1 meter hoog.